# Distretto di Ban Lat
Il distretto di Ban Lat (in thailandese: อำเภอบ้านลาด) è un distretto (amphoe) della Thailandia, situato nella provincia di Phetchaburi.